# Топонимия Рязанской области

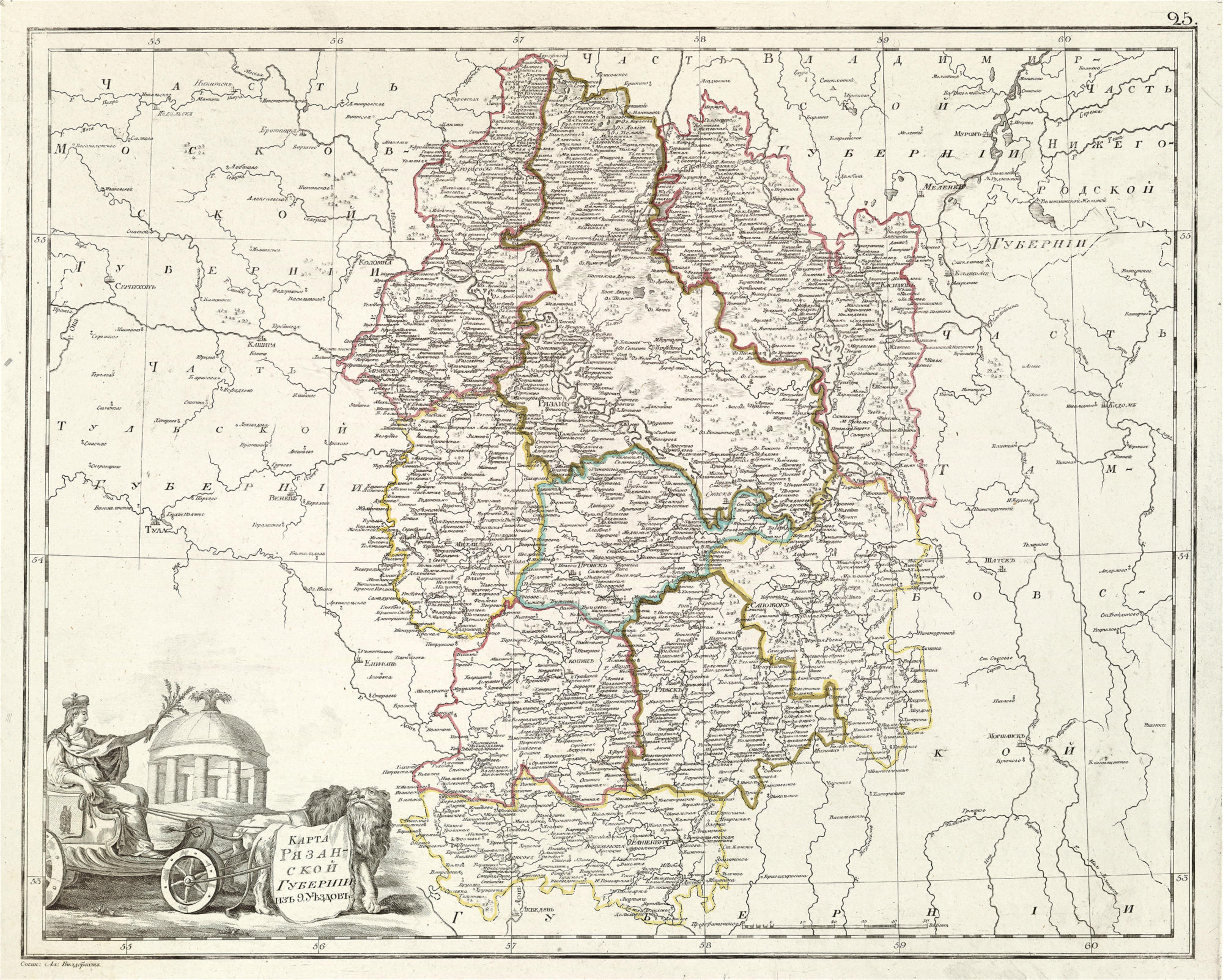
Карта Рязанской губернии (1800)

Топонимия Рязанской области — совокупность географических названий, включающая наименования природных и культурных объектов на территории Рязанской области.
Первоначально Рязанская земля входила в Муромское княжество, а оно, в свою очередь, с 1024 по 1127 год — в Черниговское княжество. Отдельное княжество со столицей в Муроме, а затем с 1150-х годов в Рязани (Старой), в историографии называют Муромо-Рязанским княжеством. Вскоре после перемещения столицы в Рязань в середине XII века произошло разделение на Муромское княжество и Рязанское княжество со столицей в Рязани. После монгольского нашествия (1237—1241) Муромское и Рязанское княжество окончательно обособились друг от друга. С XIV века — Рязанское великое княжество, правитель которого получил титул Великого князя. Центром государства являлся город Старая Рязань, уничтоженный во время монгольского нашествия. Позднее столица переносится выше по течению Оки, в город Переяславль Рязанский. В 1521 году Рязанское княжество входит в состав русского государства. В XVI веке на территории Рязанщины селятся касимовские татары, которым предоставляется собственная автономия: Касимовское ханство. В 1708 году область входит в состав Московской губернии как отдельный уезд, а при Екатерине II в 1796 году образуется самостоятельная территориальная единица — Рязанская губерния с центром в Переяславле-Рязанском, получившим новое имя в честь древней столицы княжества — Рязань.
Рязанская губерния просуществовала до 1929 года. Постановлением Президиума ВЦИК «Об образовании на территории РСФСР административно-территориальных объединений краевого и областного значения» от 14 января 1929 года с 1 октября 1929 года Рязанская губерния была упразднена. Была образована Центрально-промышленная область (с 3 июня 1929 года — Московская область) с центром в городе Москве, в составе, в качестве основного массива, губерний Московской, Тверской, Тульской и Рязанской.
Современная Рязанская область создаётся в 26 сентября 1937 года. С тех пор наименование региона не менялось.

## История формирования
Согласно оценке В. А. Жучкевича, большая часть Рязанской области относится к топонимическому району «Юг Центра Европейской части России». Для этого региона характерна довольно однородная топонимия, содержащая преимущественно чистые славянские словообразовательные модели. При этом в словообразовании наши отражение особенности заселения региона. Названия поселений имеют здесь более молодой возраст по сравнению с названиями севера Центра Европейской части России. Так, в Рязанском крае в XVI—XVII веках для подавляющего большинства названий характерны суффиксы -ов/ев или ин-, они образовывались в основном от имени (христианского или языческого) первопоселенцев или владельцев данного населенного пункта, например Дедюхино, Иванчино, Рыково, Храково, Берсенево, Войниково, Бакшеево, Глебово, Ступино. Во многих случаях связь названий с именем «первоисточника» не потеряна. На северо-востоке области возрастает количество названий финно-угорского происхождения: Салаур, Екшур, Винчур, Викура, Шекурово, Салазгорь, Шувары и т. д..
Для гидронимии Рязанской области (как и других регионов юга Центра Европейской части России) характерно наибольшее по сравнению с другими частями страны количество русских названий. Как отмечает В. А. Жучкевич, даже если некоторые из них представляют собой переосмысленные иноязычные названия, то и это не может изменить русского в целом характера гидронимии.
Топонимические ландшафты юга Центра Европейской части России несколько отличаются от топонимических ландшафтов севера. На юге формировалась основная русская географическая терминология, связанная с ландшафтом степи и лесостепи. С этими терминологическими «эталонами» русские переселенцы подходили к определению аналогичных явлений на окраинах страны. Не только термин «степь», но и «чернозём» и десятки других происходят, по-видимому, из этих мест.

## Состав
По состоянию на 16 декабря 2022 года, в Государственном каталоге географических названий в Рязанской области зарегистрировано 4357 названий географических объектов, в том числе — 2780 названий населённых пунктов. Ниже приводятся списки топонимов крупнейших природных объектов и населённых пунктов области с указанием их вероятной этимологии и происхождения.

### Гидронимы
- Ока — по мнению М. Фасмера, название Ока родственно гот. aƕa «река», др.-в.-нем. aha, ср.-в.-нем. ahe «вода, река», нов.-в.-н. Аа — название реки в Вестфалии, Швейцарии; лат. aqua «вода»[7]. Фасмер ставит под сомнение балтийское происхождение гидронима — связь с лит. akas «полынья», латыш. aka «колодец». Совершенно невероятным он считает прибалтийско-финское или марийское происхождение гидронима (от фин. joki «река» или мар. aka «старшая сестра»)[7] — эти попытки объяснения отвергаются и некоторыми другими исследователями[8]. О. Н. Трубачёв полагает, что гидроним всё же скорее балтийского происхождения, поскольку это лучше объясняет форму Ока́[7]. Согласно версии (Х. Краэ), славяне адаптировали субстратный гидроним «древнеевропейского» типа: Ока ← aqṷā «вода»[9][10]. Существует также гипотеза В. Н. Топорова. согласно которой гидроним из балтийских языков основывается на сопоставлении названия Ока с рядом литовских названий озёр и латышских микрогидронимов, образованных из лит. akis, латыш. acis — «1) незамерзающее место в реке, озере, болоте; 2) прорубь; 3) небольшое открытое пространство воды в зарастающем озере или болоте; 4) бьющий из глубины ключ; 5) глаз»[8].
- Пра — первый элемент pra, в основе же использовался глагол eiti, ei̇ñ a, eju — «течь, двигаться». По мнению О. Д. Федченко, в этот же ряд можно поставить прямого этимологического родственника из поднепровского бассейна Десны — Прейю (pri-eju), а также территориально близкую (приток Оки) и далекую (бассейн Сожи) и близкую (бассейн Оки) Проню (praei̇ña). Корень eju с префиксом nu- мы встречаем в гидрониме Нея[11][неавторитетный источник].
- Проня — см Пра.
- Гусь — этимология, как отмечает В. А. Никонов, относится к неизвестному языку. О. Д. Федченко предполагает, что происхождение гидронима связано с глаголом gū̃žti, a (ia) — «сжиматься, стекаться, продвигаться, оседать, шататься, идти как гусь» (eiti kaip žąsiai — образ). Однокоренные гидронимы встречаются в Прибалтике[12][неавторитетный источник].
- Ранова — происхождение названия связывают с древним славянским антропонимом Ран или Рано. Но, по мнению О. Д. Федченко, в данном случае мы имеем дело с дославянским гидронимом, этимология которого может восходить к форме архаичного глагола renėti, reni — «создавать, прорубать борозду, жёлоб» — *renuoti. В Литве протекает река Rėnelis, этимологию которой А. Ванагас сравнивает с литовским существительным renė̃. Однокоренной гидроним Ярань (с префиксом j-), приток Пижмы[13][неавторитетный источник].
- Пара — этимологию гидронима связана с глаголом perti, perė — «хлестать», (mušti) «рассекать, плавать, мыть» (mazgóti), «двигаться» (eiti, joti). Однокоренные гидронимы Per/Par широко представлены в Прибалтике и Поднепровье[11][неавторитетный источник].
- Мокша — некоторые исследователи считали формант -кша финно-угорским. Ф. И. Гордеев сопоставлял гидроним с лит. makasynė «грязь, слякоть», Ю. В. Откупщиков — с лит. mokšė «болото»[14][15]. Вероятно, название оставлено древним индоевропейским населением Поочья, говорившем на языке, близком к балтийским. Гидроним сопоставим с индоевропейской основой meksha, означавшей «проливание, утекание». Предполагают, что в языке индоевропейских аборигенов мокша означала «поток, течение, река» и как термин входила в ряд гидронимов (реки Ширмокша, Мамокша и др.)[16].
- Цна — название реки (как и одноимённого притока Оки) обычно выводят из балтийского *Tъsna, сравнивая с прусск. tusnan «тихий»[17]. Менее популярна версия происхождения от др.-рус. *Дьсна «правая», сближающая название с гидронимом Десна[18].
- Воронеж — река получила название по городу Воронеж, упоминаемому в летописи под 1147 годом, но разрушенному во время монголо-татарского нашествия. Ойконим Воронеж в Подонье был перенесен из Черниговского княжества, где он возник в IX веке как притяжательное прилагательное от личного имени Воронег (из Воро/но/нег) — «город Воронега»[19].

### Ойконимы
- Касимов — основан в 1152 году как Городец-Мещерский; название по расположению на земле финно-угорского народа мещера. В XV веке великим князем Василием Тёмным город отдан в удел татарскому царевичу Касыму, выходцу из Казани, после чего стал называться Касимов[20].
- Кораблино — упоминается в писцовой книге 1594—1597 годов как село Коробьинск. Название связано с отчеством (фамилией) Коробьин, известным по ряду лиц XIV—XVII веков, в числе которых и рязанский осадный голова Гаврило Коробьин, 1596 год. Под влиянием местного говора название с конца XVIII века превращается в Кораблино[21].
- Михайлов — впервые упоминается в летописи под 1172 годом как Михаилов. Согласно преданию, основан князем Рюриком Ростиславичем и назван по имени его сына Михаила. Достоверные сведения о городе появляются с середины XVI века; с 1778 года — уездный город Михайлов[22].
- Новомичуринск — возник в 1968 году как посёлок строителей Рязанской ГРЭС, который вскоре получил название Новомичуринск; с 1981 года — город. Присвоение этого названия связано с тем, что вблизи от города находится бывшее поместье Вершина, где родился и начал свои работы по растениеводству известный селекционер И. В. Мичурин[23].
- Рыбное — в писцовых книгах 1597 г. упоминается как село Рыбино, позже Рыбное. Название связывают с рыболовством на реке Воже. С 1961 года — город Рыбное[24].
- Ряжск — упоминается с 1502 года. Формы XVI—XVII веков — Рясск, Ряской, Рясков. Название по расположению при местности Рясское поле, где он возник как укреплённый пункт, охранявший важный волок, который соединял реки Хупта (бассейн Оки) и Становая Ряса (бассейн Дона). Последний гидроним — из русского ряса — «мокрое место, мочажина, топь»; в говорах сохранились и другие значения: «речная кустарниковая пойма», «болото, заросшее ряской»; становая — «основная». По Становой Рясе получили названия и Рясское поле, и город Рясск[25].
- Рязань — название Рязань впервые упоминается в летописи под 1096 годом, причём это упоминание относилось не к современной Рязани, а к городу, расположенному на правом берегу Оки, значительно ниже по её течению, ныне село Старая Рязань. После разорения этой Рязани в 1237 году Батыем центр Рязанской земли переносится в город Переяславль-Рязанский, который в 1778 году был сделан главным городом Рязанского наместничества и получил имя Рязань, под которым известен и в наши дни. Относительно происхождения названия Рязань существуют две основные гипотезы. Одна из них связывает название с русским ряса — «мокрое место, мочажина, топь; речная кустарниковая пойма; болото, заросшее ряской». В подтверждение этой гипотезы могут быть указаны несколько рек Ряса в бассейнах Оки и Дона, образование названия города Ряжск (см.) из исходной формы Рясск, Рязск и другие топонимические факты. Но широкое распространение имеет и гипотеза, связывающая название Рязань с этнонимом эрзя (этнографическая группа мордвы) и предполагающая исходную форму Эр-зянь[26].
- Сасово — впервые упоминается в писцовых книгах 1626 году как село Сасово. Название, по-видимому, от антропонима Сасов (ср. Сасовка, Воронежской области, по фамилии председателя местной администрации И. С. Сасова). Менее убедительна встречающаяся в краеведческой литературе этимология из тюркского саз (алтайское — сас) — «болото; топкое место». В 1926 году образован город Сасово[27].
- Скопин — в истор. актах упоминается с 1663 года как укрепление на засечной черте; позже село Скопин, которое в 1778 году преобразовано в город. Название от прозвищного имени Скопа — «хищная птица семейства ястребиных» (ср. также XVI век — князь Федор Скопин-Шуйский)[28].
- Спас-Клепики — упоминается в документах с XVI века как село Клепики; название от прозвищного имени Клепик, ср. современную фамилию Клепиков (древнерусское клепик — «нож» или «клин, костыль»). После открытия в селе церкви во имя Преображения Господня оно получает второе название: Спасское, Клепики тож. С начала XX века названия объединяют, и образованный в 1920 году город именуется Спас-Клепики[29].
- Спасск-Рязанский — в писцовых книгах 1629 года упоминается как слобода Васкина Поляна, село Спасское тож, принадлежавшее Зарецкому Спасскому монастырю, что и определило второе название. Позже село Спасское, с 1778 года — уездный город Спасск, с 1929 года — Спасск-Рязанский; определение включено в название для отличия от других городов Спасск[30].
- Шацк — основан в 1553 году на реке Шача, в Шацких воротах оборонительной линии и первоначально назывался Шацкий город. Гидроним Шача дорусского происхождения: реки с таким названием несколько раз встречаются в зоне дорусской финно-угорской топонимии, на одной из них находилось мерянское селение Шачебол. С 1779 года уездный город Шацк[31].

### Диссертации
- Гордова, Юлиана Юрьевна. Лингвистические проблемы региональной ономастики в исторической перспективе : на материале рязанской топонимии и антропонимии : диссертация ... доктора филологических наук : 10.02.21 / Гордова Юлиана Юрьевна; [Место защиты: Ин-т языкознания РАН]. - Москва, 2018. - 573 с.
- Гордова, Юлиана Юрьевна. Ономастика Ряжской Засечной черты : XVI - XVII вв. : диссертация ... кандидата филологических наук : 10.02.01. - Москва, 2002. - 247 с.